# City Island (film)
Pour les articles homonymes, voir City Island.
Pour plus de détails, voir Fiche technique et Distribution.
City Island est un film américain réalisé par Raymond De Felitta (en), sorti en festival le 23 mars 2009, en Belgique le 6 janvier 2010 et en France quatre jours après.

## Synopsis
Vince Rizzo est père d'une famille tumultueuse qui vit à City Island, une petite ville dans le Bronx. Il est aussi gardien de prison. Mais quel est son plus grand secret ? Est-ce les cours de théâtre qu'il prend au lieu de jouer au poker ? Les cigarettes qu'il fume alors qu'il était censé avoir arrêté ? Ou son fils en prison, dont seul Vince connait l'existence ? Fils qu'il va d'ailleurs héberger à sa sortie de prison, et qui va peu à peu déterrer tous ces petits secrets.

## Fiche technique
- Titre original : City Island
- Réalisation : Raymond De Felitta (en)
- Scénario : Raymond De Felitta
- Pays d'origine : États-Unis
- Langue originale : anglais
- Durée : 100 minutes
- Dates de sortie :
  - présenté pour la première fois au Festival du film de TriBeCa le 26 avril 2009
  -  Belgique : 6 janvier 2010
  -  France : 10 janvier 2010

## Distribution
- Andy Garcia : Vince Rizzo
- Julianna Margulies : Joyce Rizzo
- Steven Strait : Tony Nardella
- Emily Mortimer : Molly Charlesworth
- Ezra Miller : Vinnie Rizzo
- Dominik García-Lorido : Vivian Rizzo
- Carrie Baker Reynolds : Denise
- Hope Glendon-Ross : Cheryl
- Alan Arkin : Michael Malakov